# 2-02-17
№ 2-02-17 (№ 520) — типовий проєкт триповерхової цегляної школи на 400 учнів. Розроблений у 1953 р. в архітектурно-проєктній майстерні (інститут Діпропрос) при Міністерстві просвіти РРФСР, архітектори А. К. Чалдимов, С. Г. Змеул, С. Ф. Наумов і автор фасадів О. П. Великанов і затверджений Радою Міністрів РРФСР у березні 1954.
Школи за проєктом побудовані в Росії, Україні, Білорусі й Естонії.

## Опис
Симетрична П-подібна в пляні будівля, розміри в пляні 37,2×18,2 м або 19,8 м разом із спортзалою на цокольному поверсі (відмітка −2,6 м ) поза межами поверхів. Пізнаваною рисою проєкту є головна фасада шириною 13 вікон, 5 з яких виділені 6 пілястрами, що підпирають фронтон. Перший поверх рустований. Бічні фасади мають ширину 4 вікна з глухою стіною в бік головної фасади, глуха стіна може мати вікна. Тимпан має типовий рельєф. Декор у неоклясичному стилі.
Корисна площа 1446 без підвалу і 1621,1 м². Об'єм будівлі 7168 без підвалу і 8126 м³ з підвалом.
Висота поверхів 3,6, 3,9 і 3,5 м. Висота цоколю 0,6 м, карнизу 12,9 м.
Висота гребня даху 16,2 м, фронтону 15,9 м.
Дах чотирисхилий.

## Галерея

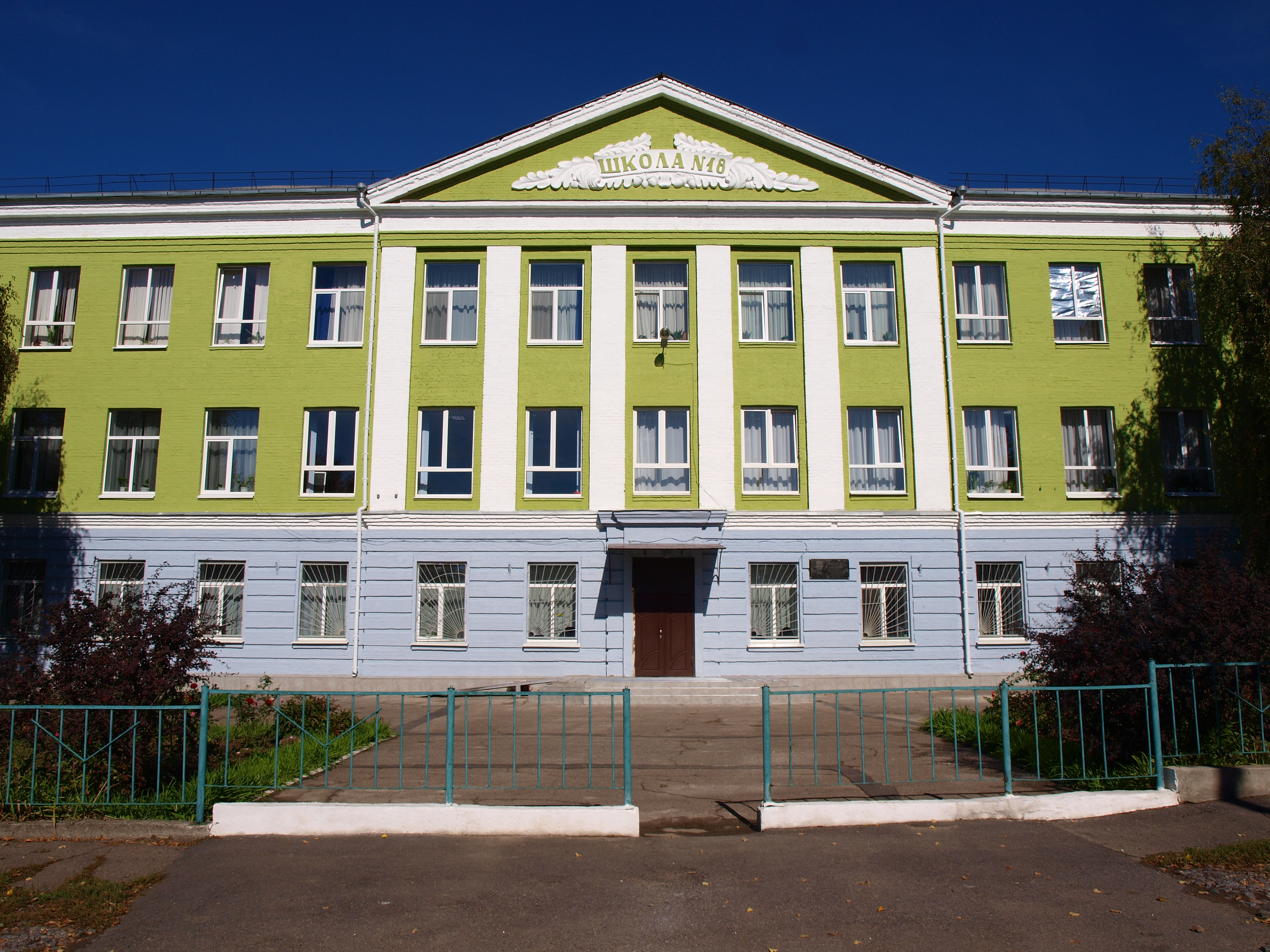
Полтава, Юрівка, школа № 18
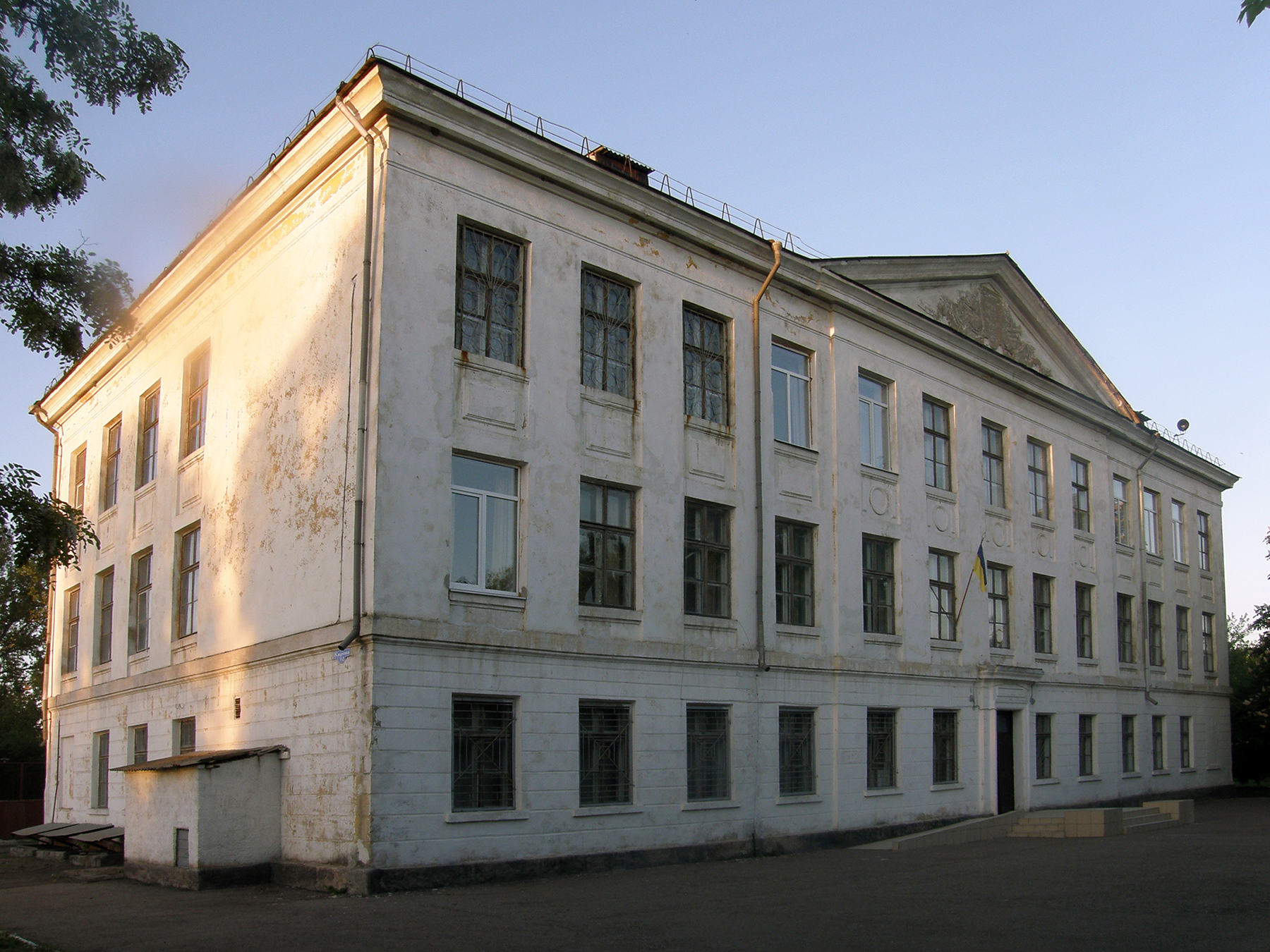
Краматорськ, Ясногірка, школа № 21, 1955 р.
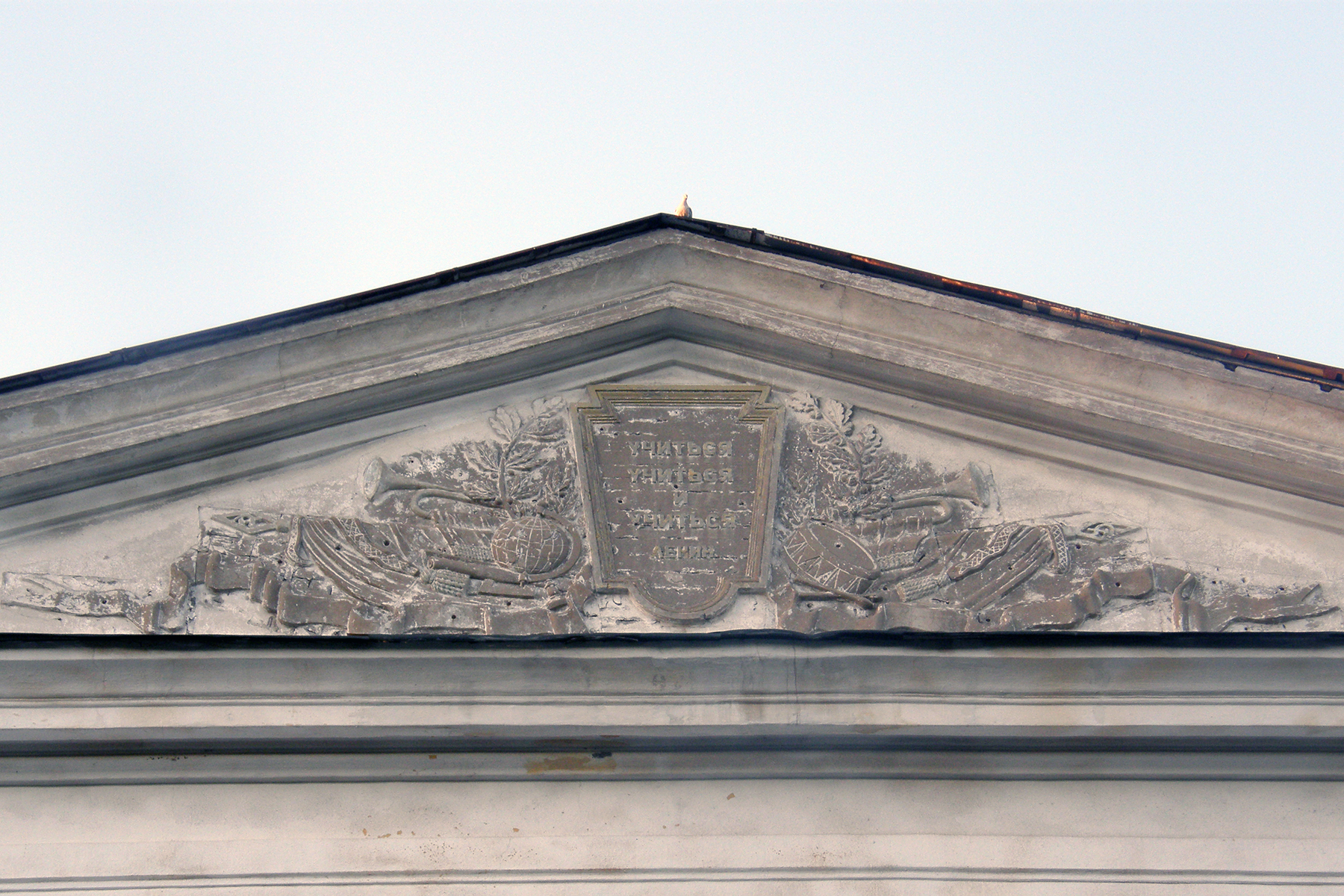
Ясногірка, типовий тимпан школи № 21
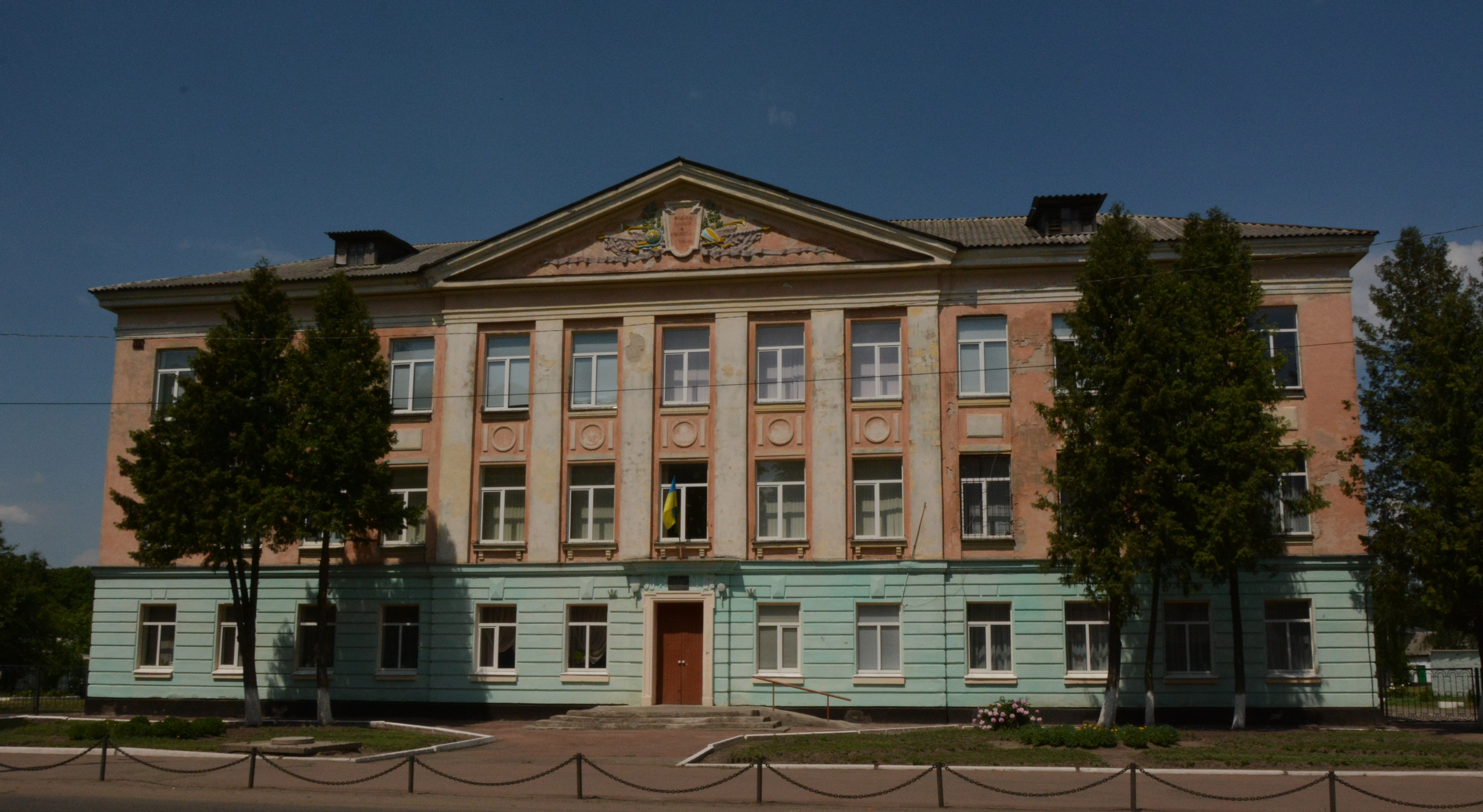
Конотоп, школа № 11, 1955—1956 (до ремонту)
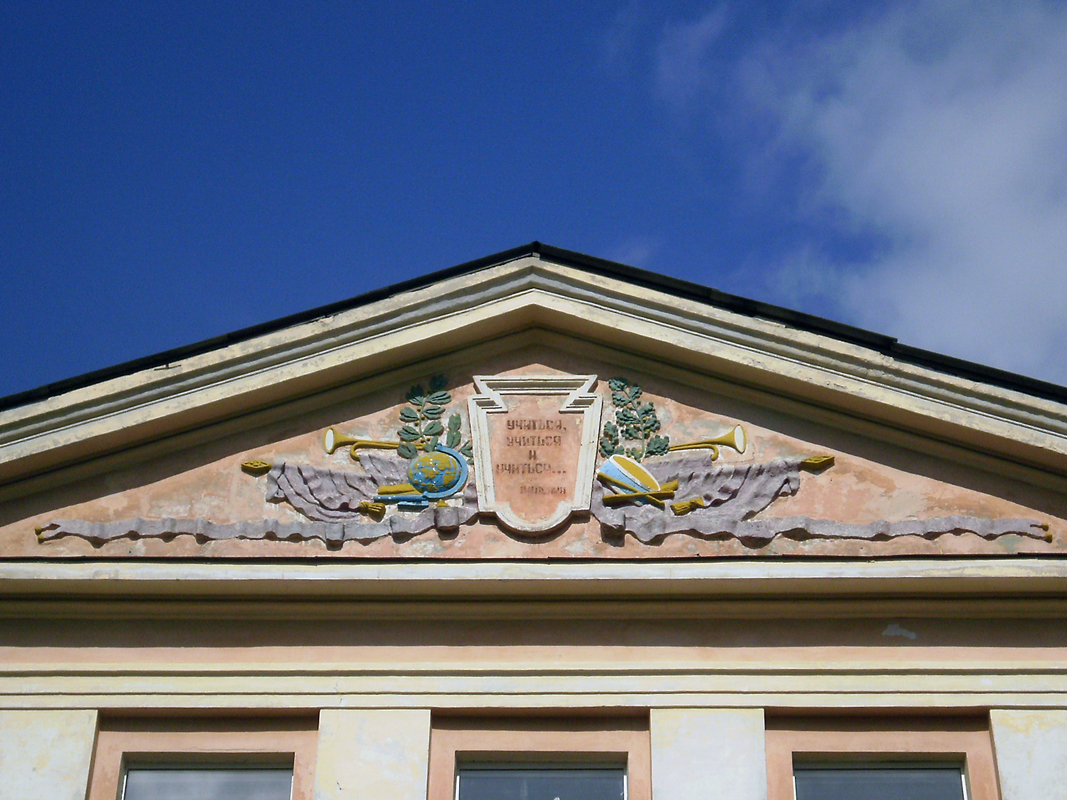
Конотоп, типовий тимпан школи № 11
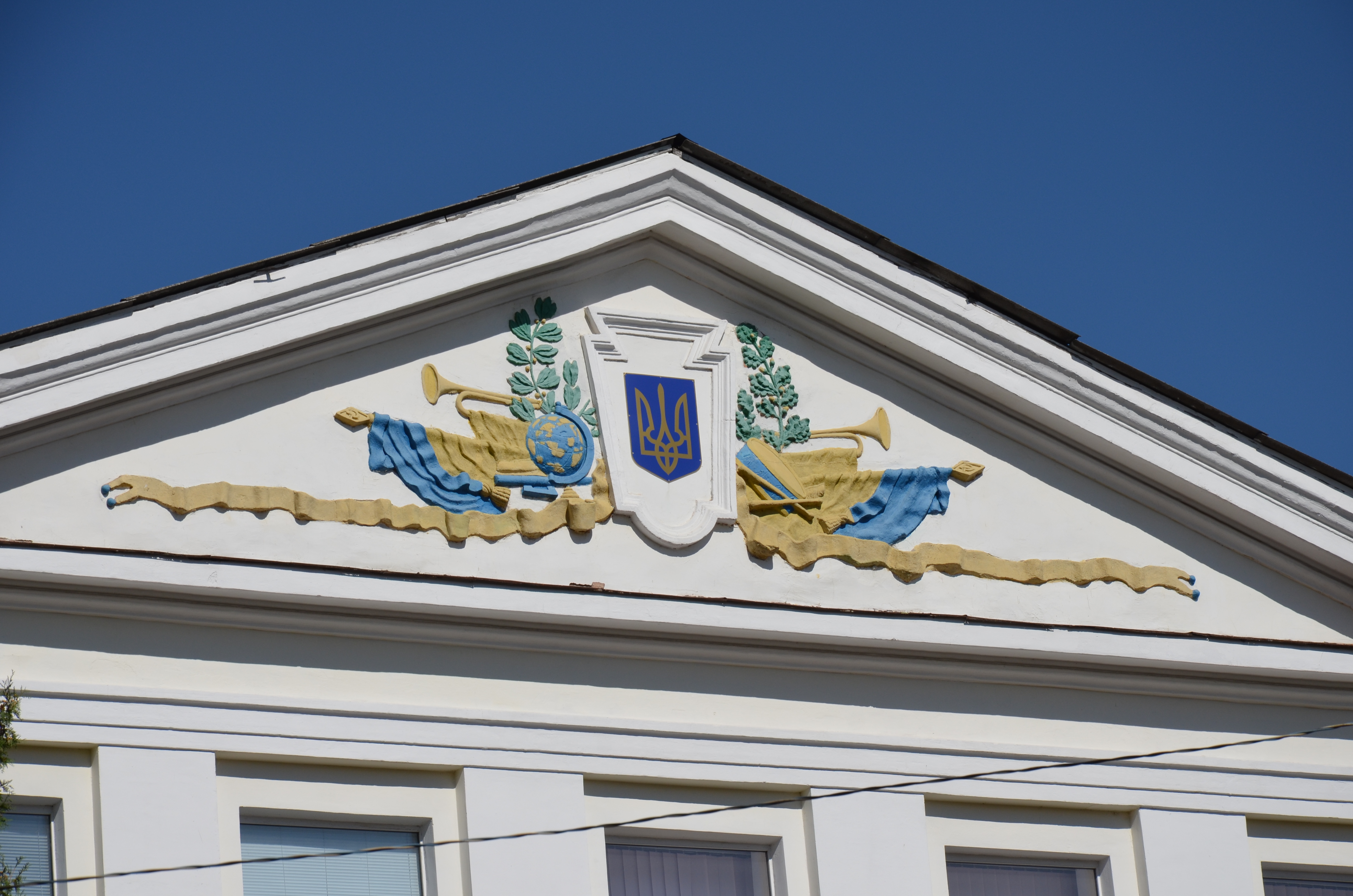
Конотоп, тимпан школи № 11 (після ремонту)
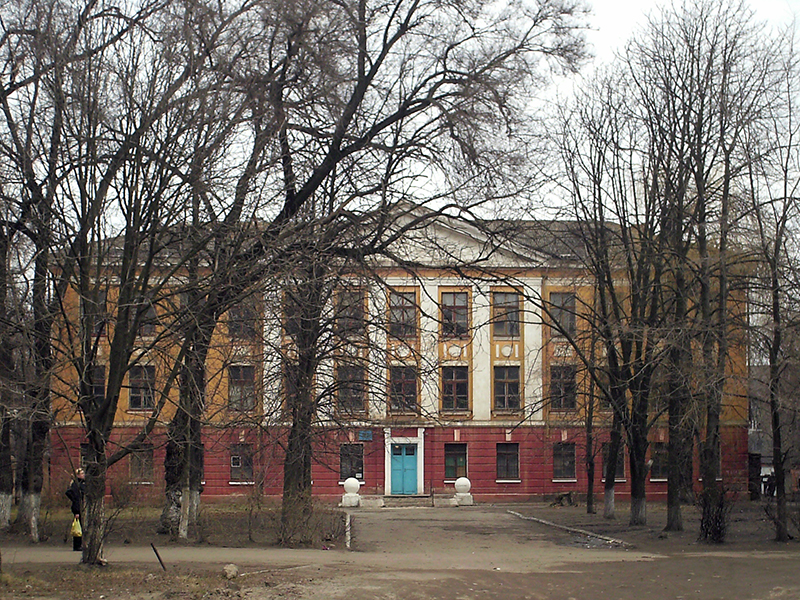
Слов'янськ, Станція юних техніків, колишня вечірня школа робітничої молоді № 4
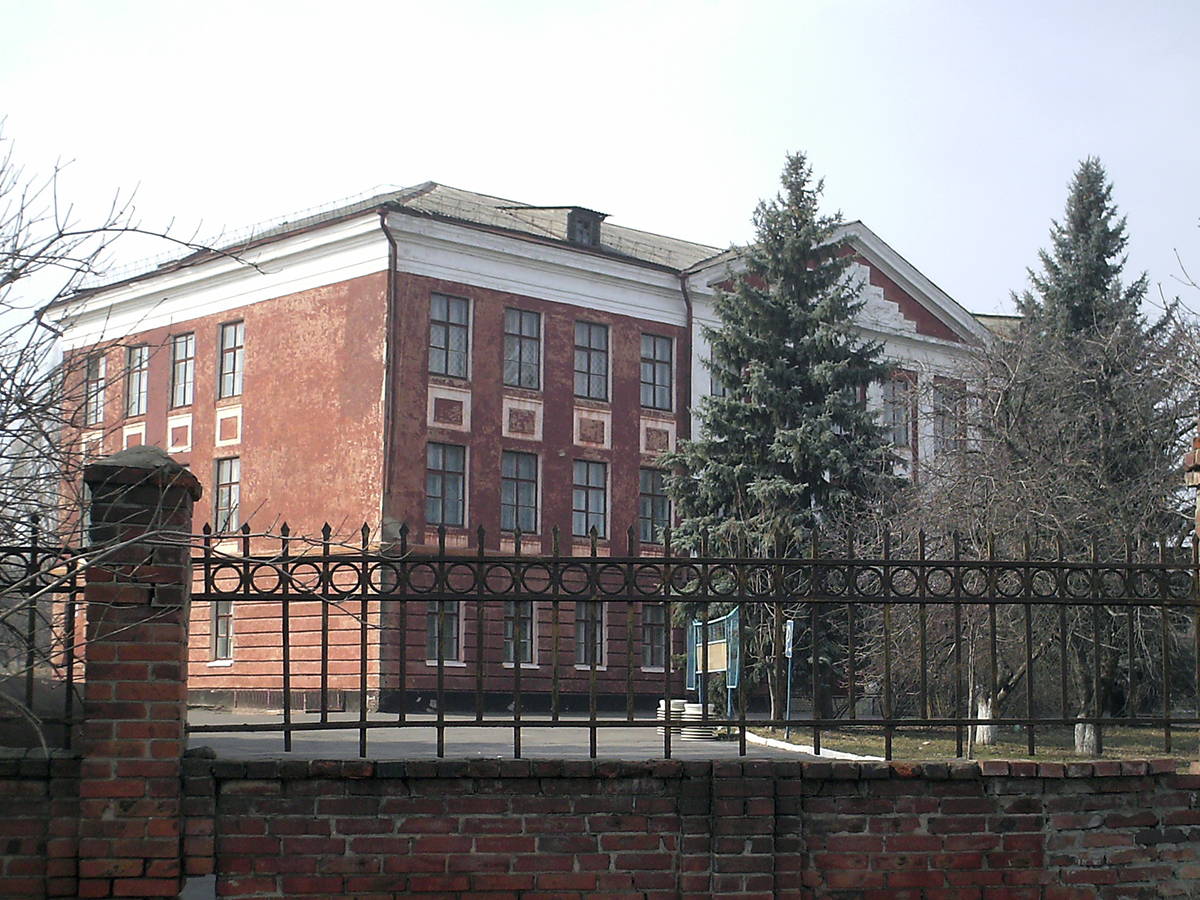
Слов'янський професійний аграрний ліцей
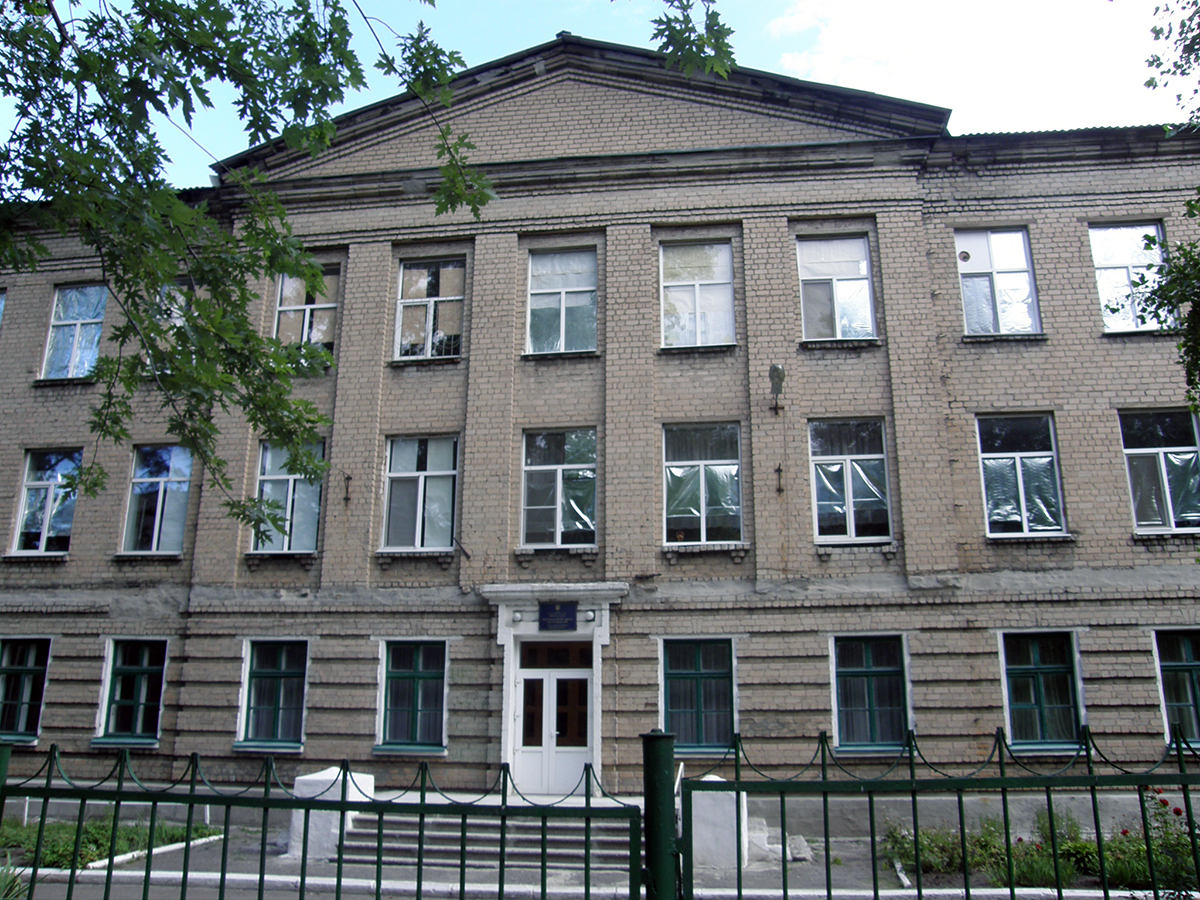
Покровськ, школа № 3
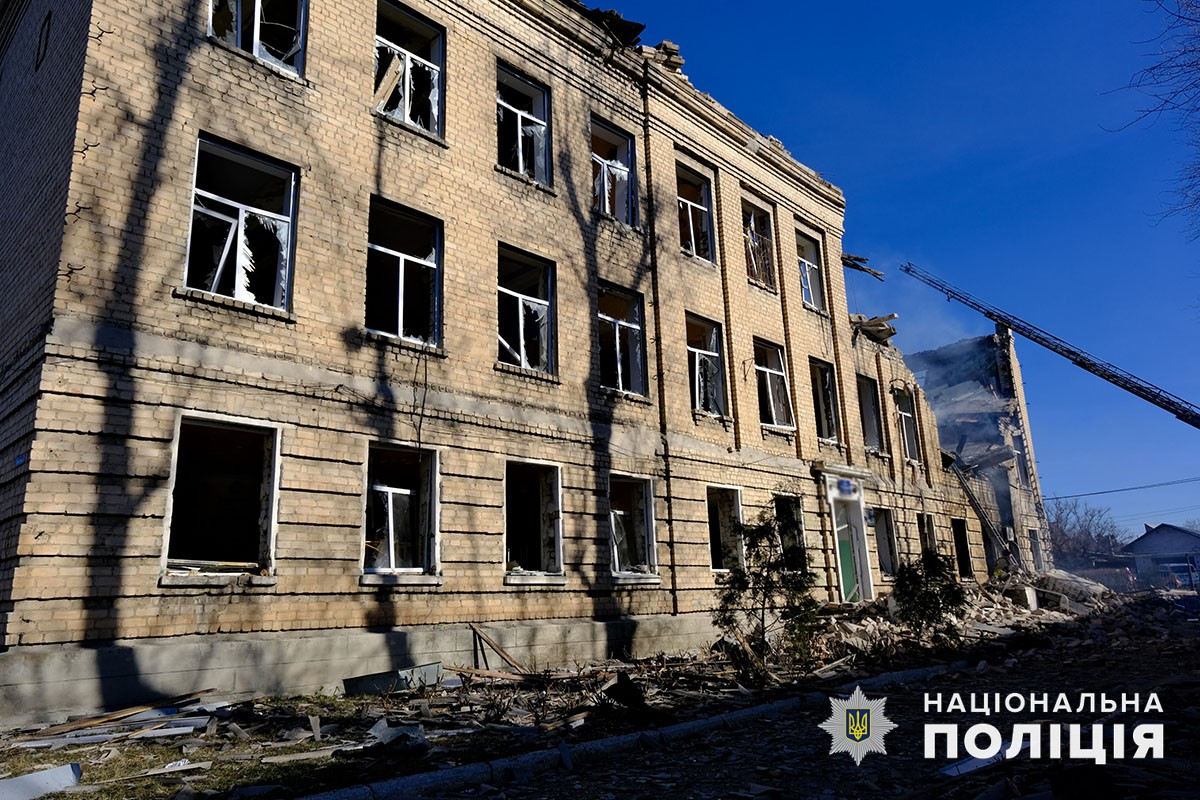
Покровськ, школа № 3 після російського обстрілу
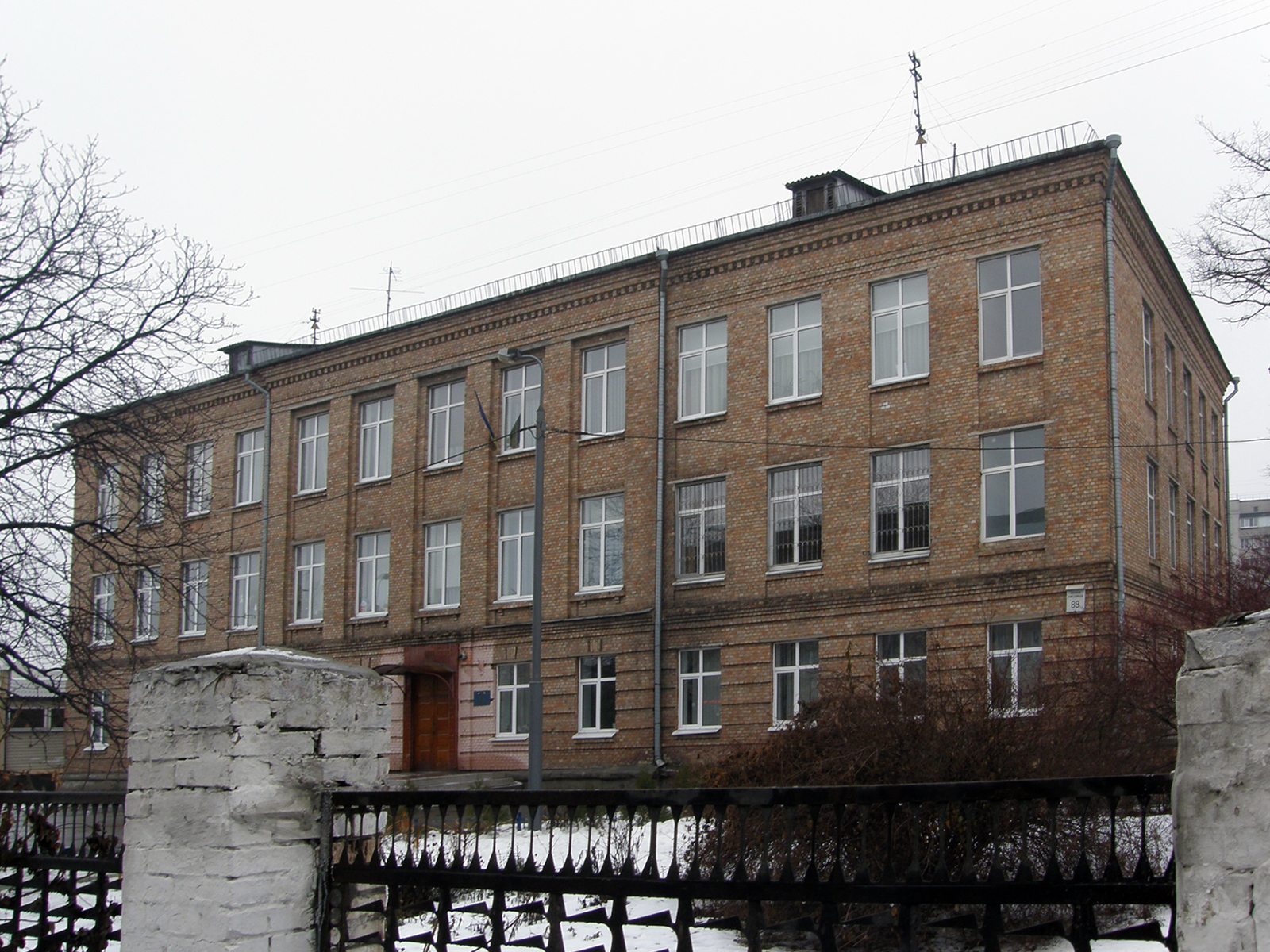
Київ, ДВРЗ, школа № 103, 1956 р. – без фронтона внаслідок боротьби з надмірностями в будівництві
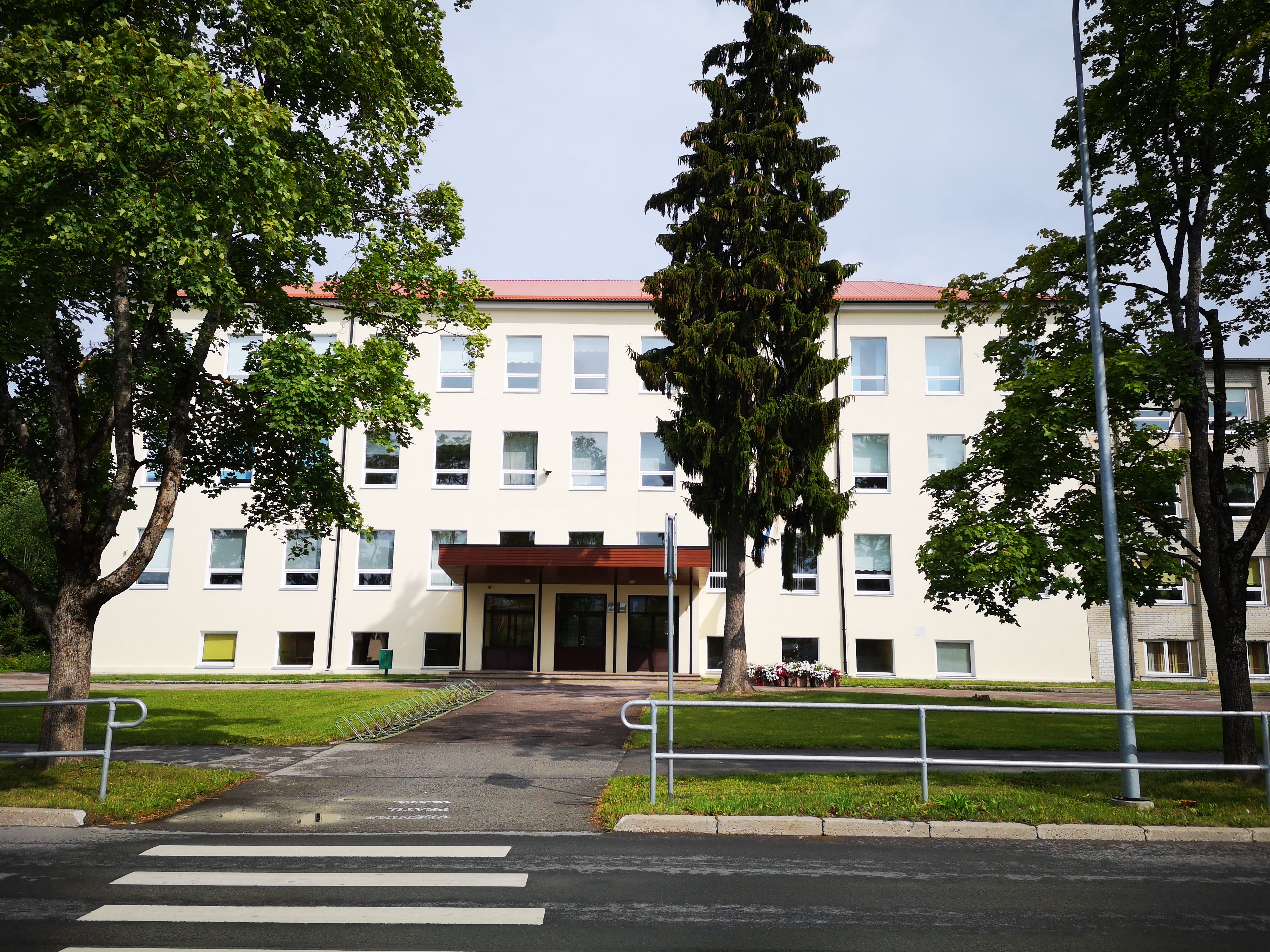
Естонія, Кейла, початкова школа, 1967 р. — жодного декору